# Districte de Jeseník
El districte de Jeseník - (txec) Okres Jeseník - és un districte de la regió d'Olomouc, a la República Txeca. La capital és Jeseník.

## Llista de municipis
Bělá pod Pradědem - Bernartice - Bílá Voda - Černá Voda - Česká Ves - Hradec-Nová Ves- Javorník - Jeseník - Kobylá nad Vidnavkou - Lipová-lázně - Mikulovice - Ostružná - Písečná - Skorošice - Stará Červená Voda - Supíkovice - Uhelná - Vápenná- Velká Kraš - Velké Kunětice - Vidnava - Vlčice - Zlaté Hory - Žulová